# Casa da Cultura 25 de Abril
A Casa da Cultura 25 de Abril (Chosŏn'gŭl: 4.25 문화회관; hancha: 4・25 文化会館; MR: 4.25 munhwa hoegwan; rr: 4.25 munhwa hoegwan) é um teatro situado em Moranbong-guyŏk, Pionguiangue, na Coreia do Norte. Foi construído entre 1974 e 1975 com o objetivo de oferecer espaço para a educação militar, e era designado originalmente como Casa da Cultura 8 de Fevereiro (em coreano:  2.8문화회관). O edifício com colunatas clássicas, é considerado um dos exemplos da monumentalidade socialista dos anos 1970 na Coreia do Norte, tal como o Teatro de Arte Mansudae.
Sediou diversos eventos históricos, entre eles o sexto, sétimo e oitavo congressos do Partido dos Trabalhadores da Coreia, e o encontro histórico de Kim Jong-il com o então presidente da Coreia do Sul, Roh Moo-hyun, em 2007.

## História
O edifício proposto foi originalmente nomeado como Casa da Cultura 8 de Fevereiro (em coreano: 2.8문화회관), após a data da fundação do Exército Popular da Coreia. Foi inaugurado com este nome e o sexto Congresso do Partido dos Trabalhadores da Coreia foi realizado no teatro entre 10 a 14 de outubro de 1980. Após o congresso, o edifício era designado por vezes como Sala de Congressos; no entanto, posteriormente, o nome foi alterado para Casa da Cultura 25 de Abril, a data de fundação do exército de resistência contra os japoneses, com o objetivo refletir a ligação histórica, e a continuidade com o Exército Popular da Coreia. O Dia da Fundação Militar da Coreia do Norte havia sido alterado anteriormente em 1978, de 9 de fevereiro para 25 de abril.
Um sítio de 12,4 hectares (31 acres) foi desobstruído e a construção real do edifício do teatro foi iniciada em abril de 1974. O edifício possui 105 metros de largura na parte frontal, 176 metros de profundidade e chega a uma altura de quase 50 metros. Abriga dois grandes teatros com seis mil lugares e mil e cem lugares, respetivamente, com uma sala de cinema de seiscentos lugares. Possui uma área de cerca de oitenta mil metros quadrados com cerca de seiscentas salas de apoio aos teatros. O edifício foi inaugurado a 7 de outubro de 1975.
A Casa da Cultura 25 de Abril abriga o Gabinete de Composição de Arte e Cultura 25 de Abril, que é responsável pela organização de grandes eventos culturais do Exército Popular da Coreia, incluindo as conferências internacionais e funerais estatais. Para além dos encontros para educação militar, premiações e solidariedade, e cerimónias estatais oficiais e reuniões partidárias, como os sexto e sétimo Congressos do Partido dos Trabalhadores da Coreia, os teatros da Casa da Cultura 25 de Abril são utilizados para eventos culturais, como as apresentações do Conjunto do Exército do Povo Coreano, ou da Banda Moranbong.
O Serviço Postal da Coreia do Norte emitiu um selo a 7 de outubro de 1976, principalmente para uso doméstico, retratando o então recente edifício.